# 宝可梦 黑2／白2
《寶可夢 黑2／白2》是由GAME FREAK开发，任天堂和寶可夢公司发行的角色扮演游戏。游戏是《宝可梦 黑／白》的续作，并于2012年6月23日发行于日本任天堂DS平台，美版和欧版于2012年秋季发售。游戏最早于2012年2月26日的日本电视节目Pokémon Smash!上透露，随后宝可梦官方网站对全球进行了确认。
日版游戏发售前两日售出约161万份。截至2012年7月22日，游戏日版共计售出241万。
本作是最后一部由任天堂发行的包装版任天堂DS游戏，也是到目前为止最后一部2D寶可夢游戏。

## 外部連結
- 寶可夢 黑2／白2（寶可夢）（页面存档备份，存于）（日語）